# Isola Inaccessibile
L'isola Inaccessibile (in inglese Inaccessible Island) è un'isola disabitata dell'oceano Atlantico formata da un vulcano estinto. È parte dell'arcipelago di Tristan da Cunha e dista dall'isola principale circa 40 km. Con le altre isole dell'arcipelago fa parte del territorio d'oltremare britannico di Sant'Elena, Ascensione e Tristan da Cunha.
Insieme all'isola Gough dal 2004 è patrimonio dell'umanità dell'UNESCO.

## Geografia
L'isola è situata circa 40 km a sud-ovest della costa di Tristan da Cunha e si estende per circa 5,7 km da est a ovest e per 4,6 km da nord a sud, per una superficie complessiva di circa 14 km². Le coste sono scoscese e con pochi e brevi tratti di spiaggia. L'isola è un altopiano che raggiunge la massima altitudine con i 449 m s.l.m. del Cairn Peak; è caratterizzato da acquitrini e torbiere, con brevi corsi d'acqua che danno luogo, sulla costa orientale, a cascate dirette nell'oceano.
L'isola Nightingale, che fa anch'essa parte dell'arcipelago, si trova 20 km a sud-est; l'isola Gough si trova invece 400 km a sud-sud-est.
L'isola è classificata come Important Bird Area (IBA), segnalata da BirdLife International come luogo di riproduzione per gli uccelli marini e come zona umida tutelata dalla Convenzione di Ramsar. Dal 27 febbraio 1997 l'isola e le acque circostanti fino a 12 miglia nautiche sono riserva naturale (Inaccessible Island Nature Reserve).

## Storia
Il primo avvistamento dell'isola risale presumibilmente al gennaio del 1656 da parte della galeota olandese t Nagtglas (talvolta trascritta da fonti anglofone come t Nachtglas), comandata da Jan Jacobszoon, in esplorazione nell'arcipelago.
Fu probabilmente chiamata col nome attuale dal capitano francese d'Etchevery della nave Étoile du Matin, che nel 1778 transitò nei pressi delle coste; secondo altre fonti il nome deriva dagli appunti presi da alcuni marinai che, sbarcati sull'unica spiaggia dell'isola, la definirono inaccessibile perché impossibilitati ad inoltrarsi nell'interno, data l'impervietà dei rilievi.
Il 23 luglio del 1821 vi naufragò la nave britannica Blenden Hall della Compagnia britannica delle Indie orientali con a bordo 22 passeggeri e 28 membri dell'equipaggio; i superstiti trascorsero 16 settimane sull'isola fino a quando la nave Nerinae non li soccorse l'11 gennaio del 1822. Altri naufragi coinvolsero la nave britannica Shakespeare nel 1883 e la Helen S. Lea nel 1897.
Intorno alle metà del XIX secolo l'isola veniva regolarmente visitata dagli abitanti di Tristan da Cunha a caccia di maiali e capre che vi erano stati introdotti all'inizio del secolo.
I fratelli Stoltenhoff, due tedeschi reduci della guerra franco-prussiana, si recarono sull'isola nel 1871 con l'intento di impiantarvi un commercio di pelli di foca; rimasero sull'isola per due anni ma, a causa del clima ostile e della penuria di cibo, abbandonarono la loro iniziativa e furono soccorsi nel 1873 dalla HMS Challenger che vi conduceva un'esplorazione scientifica.
Agli inizi del XX secolo vennero reintrodotte delle pecore e per un breve periodo si pensò di sfruttare l'isola per il guano; intorno agli anni '20 l'isola era regolarmente visitata per raccogliervi legname, pecore e il bestiame. Nel 1936 vi fu un tentativo di insediamento: 14 persone costruirono un riparo e un magazzino e si dedicarono alla coltivazione delle patate, ma i raccolti furono deludenti e l'iniziativa venne abbandonata dopo due anni. Nei primi anni '50 tutto il bestiame che si trovava sull'isola venne portato via.
L'unica attività economica che coinvolge le acque circostanti all'isola è la pesca dello Jasus tristani, un crostaceo della famiglia dei Palinuridae.

## Fauna

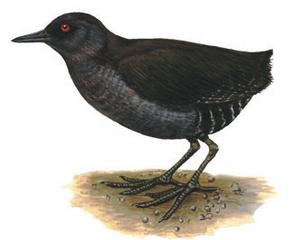
Atlantisia rogersi

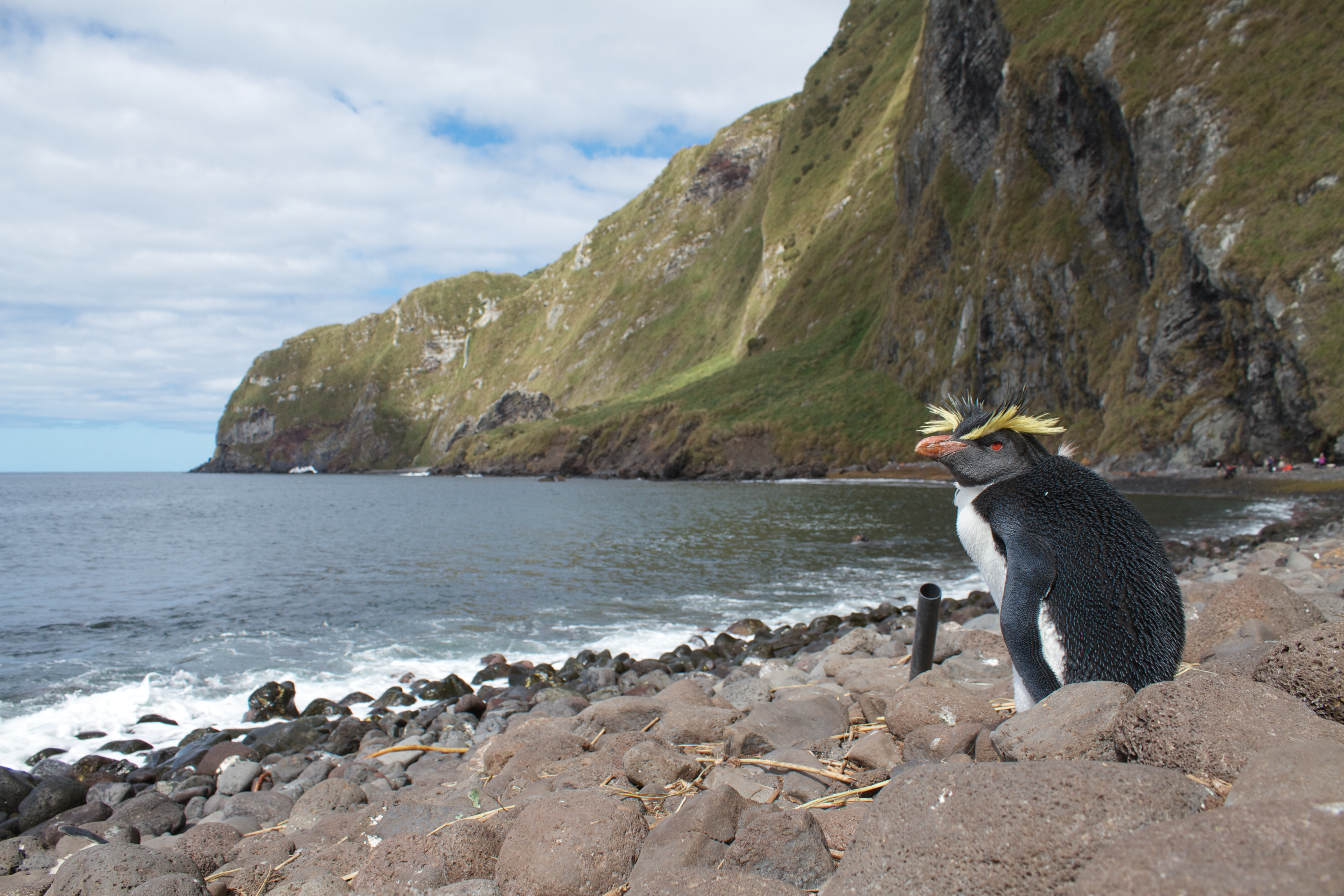
Pinguino su una spiaggia

Sull'isola nidificano 24 specie di uccelli ed è luogo di riproduzione dell'otaria orsina subantartica (Arctocephalus tropicalis). I terreni privi di alberi e le coste rocciose sono area di nidificazione di alcune coppie di albatro di Tristan (Diomedea dabbenena) specie in pericolo critico, dell'endemico petrello dagli occhiali (Procellaria conspicillata), dell'eudipte di Moseley (Eudyptes moseleyi) e dell'albatro fuligginoso (Phoebetria fusca), tutte specie classificate come "in pericolo" dall'IUCN, che trovano sull'isola un habitat privo di mammiferi predatori, al contrario dell'isola di Ghough dove la popolazione alloctona di topo domestico rappresenta una minaccia per i nidi.
Quattro sono le specie terrestri residenti, tra cui spicca il rallo dell'Isola Inaccessibile (Atlantisia rogersi), il più piccolo uccello incapace di volare del mondo; le altre sono il tordo delle Tristan (Nesocichla eremita gordoni), due specie della famiglia Thraupidae, la colombina dell'Isola Inaccessibile (Nesospiza acunhae) e il Nesospiza wilkinsi dunnei.
Altri endemismi presenti sono l'albatro beccogiallo, il prione beccolargo, il petrello piumoso, il petrello dagli occhiali, la berta dell'Atlantico, la berta minore fosca, l'uccello delle tempeste facciabianca, l'uccello delle tempeste ventrebianco e la sterna antartica.